# Szocionika
A szocionika az interperszonális kompatibilitással kapcsolatos pszichológiai elmélet. Kidolgozója egy litván szociológus, Aušra Augustinavičiūtė.

## Jellemzői
Azon a hipotézisen alapul, hogy az emberek közötti kapcsolatok minősége illetve ezek  dinamikája függ a résztvevők lélektani típusától, ún. szociotípusától. A szocionika rendszere nem teljesen egyezik meg a hasonló tipológiai rendszerekkel, azoktól több fontos vonatkozásban is eltér. Ilyen hasonló rendszer például a Carl Gustav Jung követői által kidolgozott  Myers–Briggs-típuselmélet (MBTI).
A szocionika Carl Gustav Jung A lélektani típusok általános leírása című könyvén, valamint Freud a tudatról és a tudattalanról és Antoni Kępiński az információs metabolizmusról felállított elméletén alapul. 